# Aktionsplan „Zivile Krisenprävention“
Der Aktionsplan „Zivile Krisenprävention, Konfliktlösung und Friedenskonsolidierung“ ist ein am 12. Mai 2004 von der damaligen rot-grünen Bundesregierung beschlossenes politisches Strategiepapier. Darin werden ressortübergreifend zivile (d. h. nicht-militärische) Maßnahmen und Handlungsmöglichkeiten im Bereich Krisenprävention, zivile Konfliktbearbeitung und Friedensförderung bzw. Friedenskonsolidierung (engl. peace keeping) beschrieben. Erklärtes Ziel war es, Friedenspolitik und Krisenprävention nicht nur als Aufgabe der Außen-, Sicherheits- und Entwicklungspolitik, sondern als Querschnittsaufgabe des Regierungshandelns zu sehen. U. a. wird betont, dass „Krisenprävention in größerem Maße als bisher Eingang in die Wirtschafts-, Finanz- und Umweltpolitik finden“ sollte. Außerdem sollte die Kohärenz des Regierungshandelns in diesem Politikbereich erhöht und die Zusammenarbeit mit nichtstaatlichen bzw. ausländischen und internationalen Akteuren verbessert werden. Die 161 aufgeführten Aktionen enthalten unter dem Stichwort „Friedenspotenziale fördern“ auch Maßnahmen im Bereich  Medien, Kultur und Bildung – die Bundesregierung erkennt damit den Beitrag zivilgesellschaftlicher Akteure ausdrücklich an.
Dem Aktionsplan vorausgegangen war ein im Jahr 2000 vom Bundessicherheitsrat  verabschiedetes Gesamtkonzept „Zivile Krisenprävention, Konfliktlösung und Friedenskonsolidierung“. Im Koalitionsvertrag 2002 wurde vereinbart: „Die Bundesregierung wird einen ressortübergreifenden Aktionsplan zur „Zivilen Krisenprävention, Konfliktlösung und Friedenskonsolidierung“ erarbeiten.“
Der Aktionsplan bildet bis heute den Bezugsrahmen für die auf Krisenprävention ausgerichtete Politik der Bundesregierung. Alle zwei Jahre wird dem deutschen Bundestag ein „Umsetzungsbericht“ zum Aktionsplan vorgelegt.
Zwei Gremien wurden mit Verabschiedung des Aktionsplans eingerichtet:
1. Der sogenannte Ressortkreis, ein Koordinierungsgremium, dem Vertreter aller Ressorts (d. h. der Bundesministerien und obersten Bundesbehörden) angehören und das vom Beauftragten für Zivile Krisenprävention des Auswärtigen Amtes (2006–2008 Friedrich Däuble, 2008/2009 Busso von Alvensleben, 2009–2011 Georg Birgelen, 2011–2012 Volkmar Wenzel, 2012–2015 Ina Lepel, 2015–2017  Annett Günther) geleitet wird und
2. ein Beirat aus ca. 20 Vertretern der Wirtschaft und Wissenschaft, nichtstaatlicher Organisationen, der Kirchen und politischen Stiftungen sowie Einzelpersönlichkeiten, dessen Aufgabe es ist, den Ressortkreis fachlich zu beraten.

Der Beirat hat zum 2. Umsetzungsbericht eine eigenständige Stellungnahme veröffentlicht.
Zum zweiten Umsetzungsbericht haben außerdem sowohl die Plattform Zivile Konfliktbearbeitung (Plattform ZKB) gemeinsam mit dem Forum Menschenrechte als auch die Gemeinsame Konferenz Kirche und Entwicklung (GKKE) Stellung bezogen. Die Stellungnahme von Plattform ZKB und Forum Menschenrechte setzt sich kritisch mit dem verwendeten Sicherheitsbegriff, dem finanziellen Ungleichgewicht zwischen zivilen und militärischen Maßnahmen und der euphemistischen Darstellung der Situation in Afghanistan auseinander und macht sich ausdrücklich die sechs Forderungen des Beirats „Zivile Krisenprävention“ zu eigen. Die GKKE resümiert das Anliegen des Aktionsplans sowie die tatsächlich vollzogenen Umsetzungsschritte und setzt sich kritisch mit drei ausgewählten Aspekte auseinander: Dem Einebnen der Unterschiede zwischen dem Aktionsplan und dem Weißbuch 2006, dem Fehlen der politischen Steuerung bei der Implementierung des Aktionsplans  und der undifferenzierten Zuordnung der Aktivitäten unter das Stichwort der „Krisenprävention“.
Am 23. Juni 2010 hat das Bundeskabinett den 3. Umsetzungsbericht verabschiedet. Auch hierzu haben sowohl die Plattform Zivile Konfliktbearbeitung (Plattform ZKB) gemeinsam mit dem Forum Menschenrechte als auch die Gemeinsame Konferenz Kirche und Entwicklung (GKKE) Stellung bezogen.
Am 12. November 2014 hat das Bundeskabinett den 4. Umsetzungsbericht verabschiedet.